# Dalécarlie
« Dalarna » redirige ici. Pour les autres significations, voir Dalarna (homonymie).
Cet article concerne la province historique. Pour le comté actuel, voir Comté de Dalécarlie.

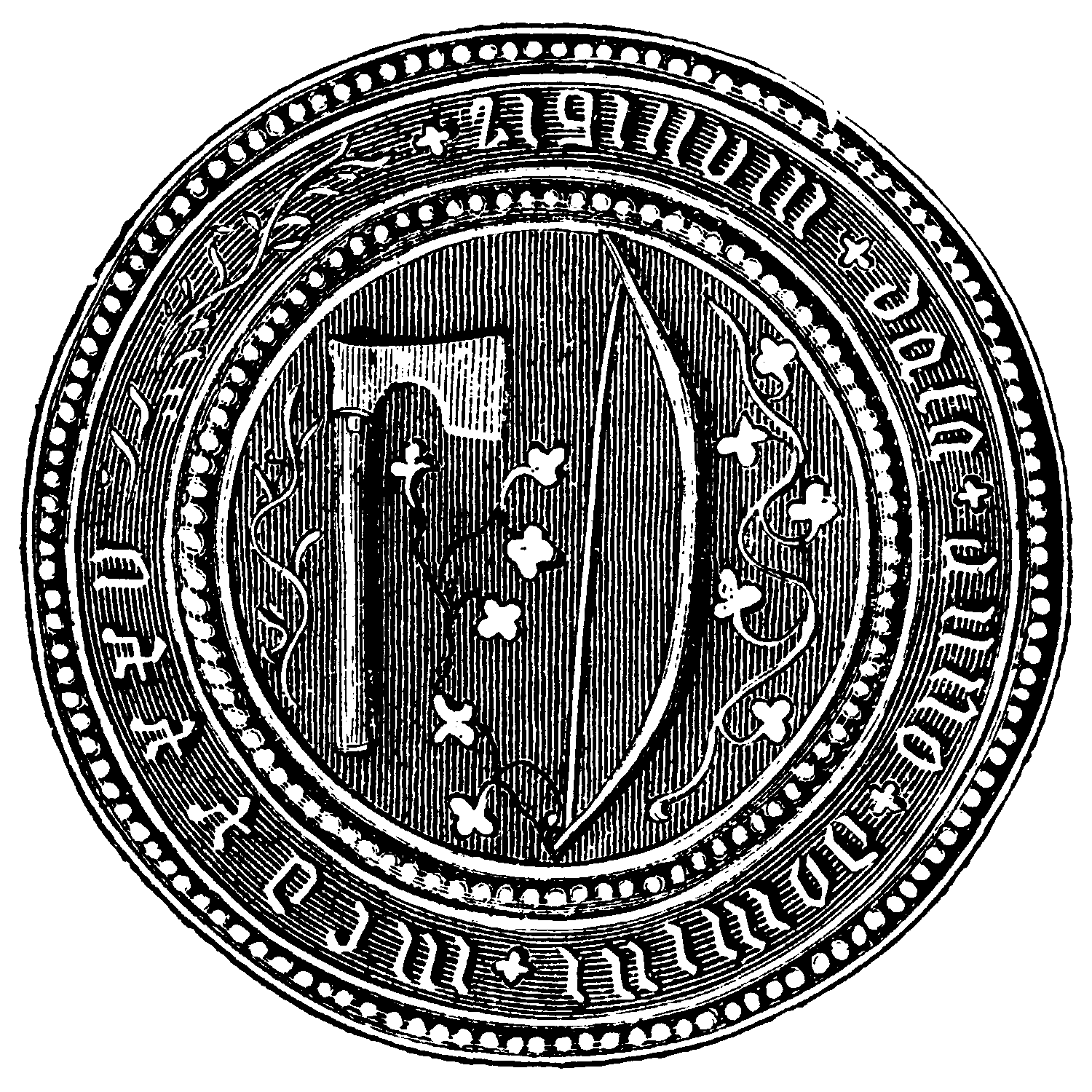
Le plus vieux sceau dalécarlien (de 1435)

La Dalécarlie (en suédois : Dalarna, littéralement « les vallées ») est une province historique du centre de la Suède. Ses frontières ont été reprises par le comté de Dalécarlie.

## Villes principales (centralorter)
- Avesta
- Borlänge
- Falun
- Gagnef
- Hedemora
- Leksand
- Ludvika
- Malung
- Mora
- Orsa
- Rättvik
- Smedjebacken
- Säter
- Vansbro
- Älvdalen

## Provinces et pays limitrophes
- Province de Härjedalen (au nord)

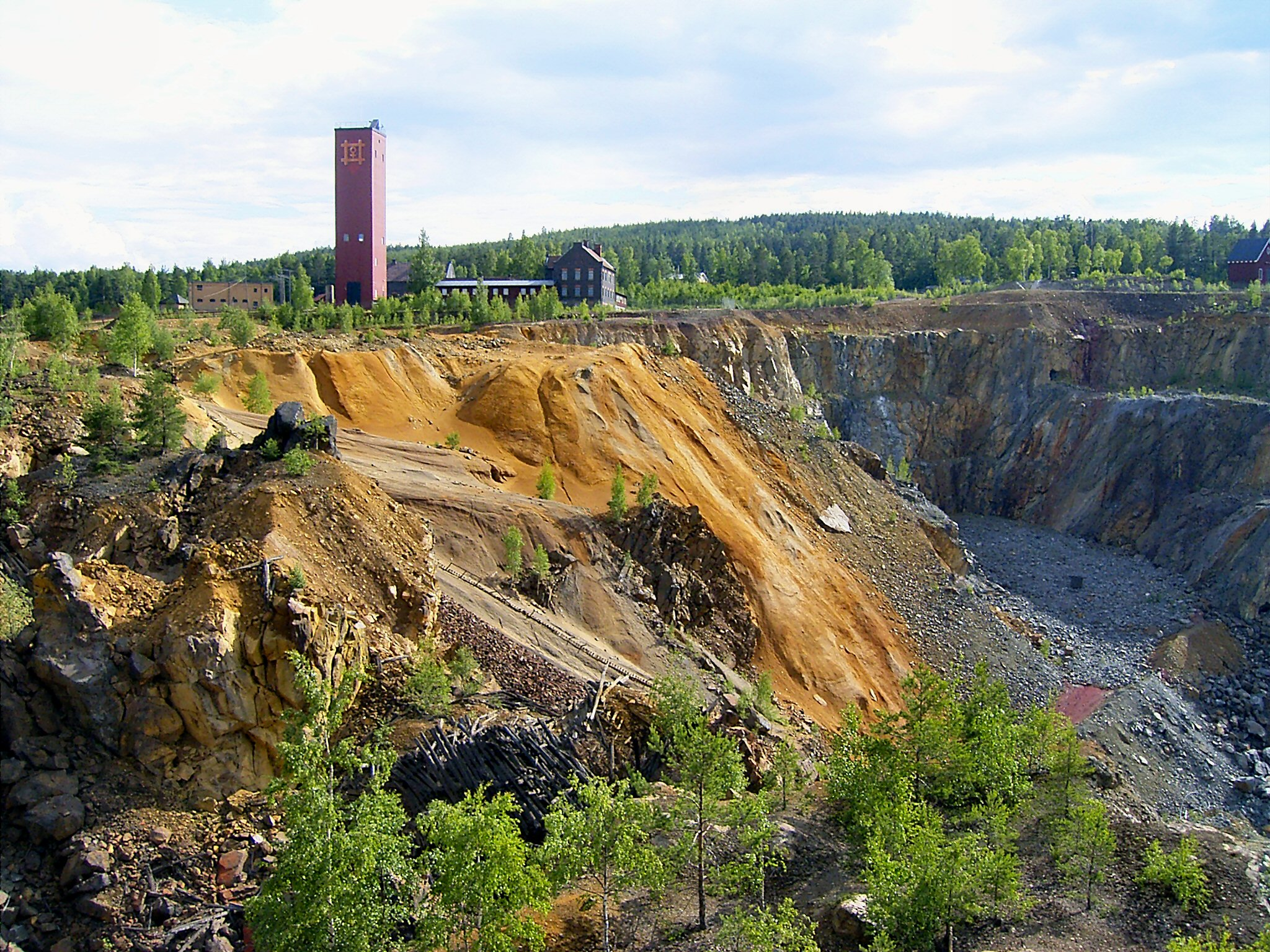
La grande mine de Cuivre à Falun, patrimoine mondial

- Province de Hälsingland (au nord-est)
- Province de Gästrikland (à l'est)
- Province de Västmanland (au sud)
- Province de Värmland (au sud-ouest)
- La Norvège (à l'ouest)

## Parcs nationaux
- Parc national de Färnebofjärden
- Parc national de Fulufjället
- Parc national de Hamra
- Parc national de Töfsingdalen

## Habitat
C'est en Dalécarlie que s'est développée à partir de la fin du Moyen Âge la coutume suédoise de colorer les maisons de bois avec une peinture de fabrication locale appelée rouge de Falun. Les oxydes de cuivre et de fer qu'elle contient assurent une excellente protection du bois. Au XIXe siècle son utilisation s'est généralisée en Suède comme en Finlande, notamment parce que sa teinte donnait aux habitations l'aspect de constructions en brique, plus valorisant que celui de simple planches nues. Également très employé en Norvège, le rouge de Falun s'est répandu aussi au Canada et aux États-Unis.

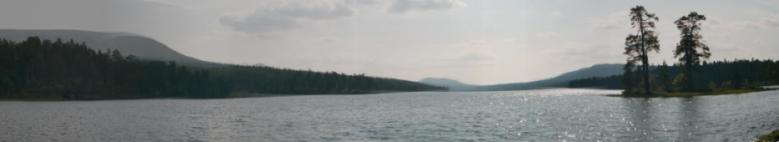
Panorama du fleuve Österdalälven en Dalécarlie

## Histoire
La province de Dalécarlie faisait partie du Svealand avant la formation de la Suède au XIe siècle.
Trois rébellions historiquement importantes ont débuté en Dalécarlie :
- En 1434, menés par Engelbrekt Engelbrektsson, les mineurs se soulevèrent contre l'oppression d'Éric de Poméranie.
- En 1519–1523, c'est parmi les mineurs que Gustave Ier Vasa trouva son plus grand soutien dans sa révolte contre l'union de Kalmar, sous Christian II de Danemark.
- En 1743 eut lieu la rébellion dalécarlienne contre le protectionnisme du Parti des Chapeaux vis-à-vis de la Norvège voisine (appelée Dalupproret  ou Stora daldansen en suédois : le soulèvement des Vallées ou la « Grande danse des Vallées »), qui fut la dernière grande révolte paysanne en Suède.

## Iconographie
La représentation de la Dalécarlie et de son histoire est rare dans l'art français, on citera cependant un tableau de Fortuné Dufau : Gustave Ier Vasa haranguant les paysans de Dalécarlie, exposé au Salon de 1819 et déposé à Marseille, musée des Beaux-arts.
Anders Zorn, originaire de Dalécarlie, a notamment peint le tableau Filles de Dalécarlie en 1906.
Le cheval de Dalécarlie, ou cheval dalécarlien, est une figurine en bois traditionnelle de la région.

## Personnalités liées
- Eric Johansson, athlète suédois, né en Dalécarlie ; médaillé d'argent du lancer du marteau lors des championnats d'Europe en 1946.
- Joakim Brodén, chanteur et cofondateur du groupe de power métal Sabaton, est originaire de Dalécarlie
- Nils Lindberg (1933-2022), compositeur et pianiste, originaire de Dalécarlie